# 비이원론
비이원론은 근본적인 이원성이나 존재의 분리가 없음을 강조하는 여러 철학적, 영적 전통을 포함한다. 이 관점은 자아와 타자, 정신과 신체, 관찰자와 관찰 대상 사이에 관습적으로 부과된 경계와 현실에 대한 인식을 형성하는 다른 이분법에 의문을 제기한다. 연구분야로서 비이원론은 비이원성 개념과 비이원적 인식상태를 탐구하며 다양한 해석을 포괄하며 특정 문화적 혹은 종교적 맥락에 국한되지 않는다. 대신 비이원론은 다양한 신념 체계에 걸쳐 중심적인 가르침으로 등장하여 개인이 이원론적 사고의 한계를 넘어 현실을 조사하도록 초대한다.
비이원론은 이해에 이르는 길로서 직접적인 경험을 강조한다. 지적 이해도 나름의 역할을 하는 반면, 비이원론은 존재의 근본적인 통일성을 직접 경험하는 것이 지닌 변화의 힘을 강조한다. 명상이나 자기 탐구와 같은 수행을 통해 수행자는 개념적 이해의 한계를 극복하고 피상적인 구분을 초월하는 상호연결성을 직접적으로 파악하는 것을 목표로 한다. 비이원론의 이러한 경험적 측면은 언어와 합리적 사고의 한계에 도전하며, 더욱 즉각적이고 직관적인 형태의 지식을 추구한다.
비이원론은 현실의 본질을 다루는 또 다른 철학적 개념인 일원론과 구별된다. 두 철학 모두 이원론에 대한 기존의 이해에 도전하지만, 접근 방식은 다르다. 비이원론은 다양성 속의 통일성을 강조한다. 반면, 일원론은 현실이 궁극적으로 단일한 실체 혹은 원리에 기반을 두고 있다고 가정하며, 존재의 다양성을 단일한 기반으로 축소한다. 이러한 차이점은 다수와 일자 사이의 관계에 대한 접근 방식에 있다.
각 비이원적 전통은 비이원성에 대한 고유한 해석을 제시한다. 힌두철학 내의 학파인 아드바이타 베단타는 개인적 자아(아트만)와 궁극적 현실(브라만) 사이의 일체성을 깨닫는데 중점을 둔다. 선불교에서는 기존의 사고 구조를 넘어서는 상호연결성의 직접적인 경험에 중점을 둔다. 티베트 불교에서 발견되는 조첸은 이원론적 한계에서 자유로운 타고난 본성의 인식을 강조한다. 도교는 모든 현상의 조화와 상호연결성을 강조하고, 개념화가 없는 순수한 자각 상태를 향해 나아감으로써 비이원론을 구현한다.